# Mas de Condó
El Mas de Condó era una masia del terme municipal de Castell de Mur. Pertanyia al poble del Meüll, de l'antic terme de Mur. És a l'extrem nord-oest del terme municipal.
Està situada a la partida de los Trossos de Condó, al costat de llevant de la capçalera del barranc de Condó, al nord-est de la Mare de Déu d'Arbul, al nord del Mas d'Eloi i al nord-oest de Sant Gregori.
Actualment és en ruïnes, però es tracta d'un mas gros, que devia ser molt important en èpoques ja passades.